# Parasiccia perirrorata
Parasiccia perirrorata är en fjärilsart som beskrevs av George Francis Hampson 1903. Parasiccia perirrorata ingår i släktet Parasiccia och familjen björnspinnare. Inga underarter finns listade i Catalogue of Life.